# Johann Christian Andrée
Johann Christian Andrée (auch: André) (* um 1784; † 31. Oktober 1847 in Berlin) war ein Klavierbauer und Hofinstrumentenmacher in Berlin.

## Leben und Wirken
Johann Christian Andrée stammte wahrscheinlich aus einer französischen Einwandererfamilie (Hugenotten).
Um 1819 eröffnete er eine Instrumentenmacherwerkstatt in Berlin in der Alten Jacobstraße 32. Er erregte bald einiges Aufsehen mit seiner Neuerung, die Wirbel für die Saiten eines Klaviers nicht direkt auf dem Resonanzboden zu befestigen.

„Die Veränderung besteht darin: der Stimm- oder Anhänge-Stock (derjenige Theil, des Instruments, in welchen die Stimmwirbel stecken), ist von Metall- und statt der plattirien, Stahl- und schwebt über dem Resonanzboden, so dass letzterer unter dem Stimmstock fortgeht, ohne die Schwingungen des Resonanzbodens zu hemmen (..). Diese Veränderung, welche mit Recht eine Verbesserung genannt werden kann, hat mehrfache Vortheile. (...)“

Seine Instrumente waren meist reich verziert.
Um 1826/27 lernte der junge Danziger Orgelbauer Carl Friedrich Ferdinand Buckow bei ihm. Johann Christian Andrée wurde später zum Hof-Instrumentenmacher ernannt. 1836 hatte er Einnahmen von etwa 8500 Reichstalern. 1844 wurde ein Piano von ihm auf der Allgemeinen Deutschen Gewerbe-Ausstellung in Berlin gezeigt, mit einem Wert von 35 Friedrichsdor.
In den 1820er Jahren hatte Andrée das Haus Alte Jacobstraße 77 im Berliner Stadtteil Luisenstadt erworben. Das Haus lag im damaligen Wahlbezirk Stallschreibergassen, für den er in den Jahren 1827, 1830 und 1833 erfolgreich zum Stadtverordneten kandidierte. In den 1840er Jahren war Andrée auch Kirchenvorsteher (in der französisch-reformierten Gemeinde?).
Andrée starb 1847 an Halsschwindsucht in seinem Wohnbezirk Luisenstadt. Danach lebte seine Witwe noch einige Jahre in dem Haus Alte Jacobstraße 92.
Instrumente von ihm befinden sich unter anderem im Staatlichen Institut für Musikforschung in Berlin, im Germanischen Nationalmuseum in Nürnberg (Lyraflügel) und im Stadtmuseum in Nysa (Neiße) in Polen (Nr. 575).